# Sueño de Solentíname
Singles de Mano Negra
Señor Matanza
(1994) Hamburger Fields
(1994)
Sueño de Solentíname est une chanson du groupe Mano Negra, sorti en 1994 sur leur quatrième album Casa Babylon.
Ce morceau écrit par Manu Chao, contient comme instrument la batterie, la basse ainsi que le solo de trombone de Pierre Gauthé dit Kropol.